# Jôve Oliveira
Jôvenilia Alves de Oliveira Monteiro (Piripiri, 16 de junho de 1977), mais conhecida como Jôve Oliveira, é uma radialista, enfermeira e política brasileira filiada ao Partido dos Trabalhadores. Foi eleita prefeita de Piripiri no Piauí em 2020, tornando-se a primeira mulher a ocupar o cargo na história do município, e reeleita em 2024 para um segundo mandato consecutivo.

## Biografia
Filha do ex-vereador de Piripiri Abdias Alves Monteiro e sobrinha do ex-deputado estadual Antônio Monteiro, Jôve iniciou sua trajetória pública ainda jovem, aos 18 anos, atuando como radialista em emissoras locais. Seu ingresso na política ocorreu em 2004, quando se candidatou ao cargo de vereadora, ficando como suplente. Foi eleita em 2008 e reeleita em 2012, exercendo os dois mandatos ao lado de seus irmãos, Waldivielson Monteiro e Wilson Monteiro essa seria a primeira vez na história de Piripiri que três irmãos ocuparam simultaneamente cadeiras no Legislativo municipal.
Em 2014, disputou uma vaga na Câmara dos Deputados pelo Partido Trabalhista Brasileiro (PTB), obtendo mais de 15 mil votos a maior votação já registrada por uma candidata de Piripiri para o cargo até então. Em 2018, candidatou-se a deputada estadual, ficando na quinta suplência com 14.199 votos. Em 25 de agosto de 2020, assumiu temporariamente uma vaga na Assembleia Legislativa do Piauí, mas renunciou ao cargo para concorrer à prefeitura de sua cidade natal.
Foi eleita prefeita de Piripiri em 2020 pelo PTB com 17.671 votos, sendo a primeira mulher a assumir o Executivo municipal. Em 2022, filiou-se ao Partido dos Trabalhadores, legenda pela qual foi reeleita prefeita em 2024 com 71,91 % dos votos válidos, superando Luiz Menezes (PSD), que obteve cerca de 27 % dos votos a maior margem de vitória da história eleitoral do município.

## Controvérsias
Durante sua gestão, Jôve enfrentou diversas controvérsias. Em julho de 2023, foi multada pelo Tribunal de Contas do Estado do Piauí (TCE-PI) em R$ 2.160,00 (equivalente a 500 UFR-PI) por contratações de bandas musicais por meio de inexigibilidade de licitação. Em 2024, vereadores da oposição denunciaram ao TCE-PI supostas irregularidades em contratos de transporte escolar, solicitando a suspensão dos pagamentos até a devida verificação dos serviços prestados. Em abril de 2025, o TCE determinou a suspensão de um processo seletivo da prefeitura por ultrapassar os limites da Lei de Responsabilidade Fiscal e por irregularidades na gestão de pessoal, concedendo prazo para regularização. No âmbito da Justiça Eleitoral, em março de 2025, foi condenada por propaganda irregular ao distribuir santinhos em local de votação durante o pleito de outubro de 2024, sendo multada em R$ 5.000,00.